# Goce Smilevski
Goce Smilevski (Skopje, 9 aprile 1975) è uno scrittore macedone.

## Biografia
Ha studiato all'Università di Skopje, all'Università Carolina di Praga e alla Central European University di Budapest. 

## Opere
Nel 2000, la casa editrice Sigmapres di Skopje pubblica il suo romanzo Il pianeta dell'inesperienza (Планетата на неискуството). Riceve il premio "Romanzo dell'anno" del giornale "Utrinski vesnik" per il suo romanzo Conversazione con Spinoza (2002). Nel 2010 gli viene assegnato il Premio letterario dell'Unione Europea per il romanzo La sorella di Freud (Сестрата на Зигмунд Фројд) e il  Premio per la cultura mediterranea (archiviato dall'url originale il 15 settembre 2018)..
I diritti del romanzo La sorella di Freud sono stati acquistati da Stati Uniti, Regno Unito, Francia, Spagna, Italia, Portogallo, Brasile, Olanda, Serbia, Croazia, Bulgaria, Israele, Ungheria, Norvegia, Danimarca, Turchia, Slovenia e Repubblica Ceca.
Nel 2011, al festival teatrale di Prilep "Vojdan Chernodrinski", gli viene assegnato il premio per il testo drammatico della rappresentazione "Spinoza", in scena con il Piccolo teatro drammatico (Мал Драмски Театар) di Bitola e il Teatro drammatico (Драмски Театар) di Skopje.
Nel 2016, la casa editrice Dijalog annuncia il romanzo Il ritorno delle parole (Враќањето на зборовите).

## Opere pubblicate in Italia
- La sorella di Freud, Goce Smilevski (traduzione D. Fanciullo). Parma-Milano: Ugo Guanda Editore, 2011, ISBN 9788860885241
- Il sogno di Spinoza, Goce Smilevski (traduzione D. Fanciullo). Parma-Milano: Ugo Guanda Editore, 2014, ISBN 9788823509504